# Hélène Prévost
Hélène Prévost (rojstno ime Yvonne Prévost), francoska tenisačica.
Nastopila je na Olimpijskih igrah 1900, kjer je osvojila srebrni medalji v konkurenci posameznic, v finalu jo je premagala Charlotte Cooper, in mešanih dvojic skupaj z Haroldom Mahonyjem. Leta 1900 je osvojila Državno prvenstvo Francije med posameznicami. V konkurenci mešanih dvojic je dvakrat zapored osvojila Državno prvenstvo Francije skupaj z Réginaldom Forbesom, v letih 1902 in 1903. 

## Finali Grand Slamov

### Posamično (1)

#### Zmage (1)
| Leto | Turnir                     | Nasprotnica v finalu | Rezultat finala |
| 1900 | Državno prvenstvo Francije |                      |                 |

### Mešane dvojice (2)

#### Zmage (2)
| Leto | Turnir                     | Partnerica      | Nasprotnici v finalu      | Rezultat finala |
| 1902 | Državno prvenstvo Francije | Réginald Forbes | Adine Masson Willy Masson |                 |
| 1903 | Državno prvenstvo Francije | Réginald Forbes |                           |                 |